# 地中海地區歷史
地中海地区历史涵盖了古埃及、美索不达米亚、迦南、腓尼基、希伯来、迦太基、米诺斯、古希腊、波斯、伊利里亚、色雷斯、伊特鲁里亚、伊比利亚、古罗马、拜占庭、保加利亚、阿拉伯、柏柏尔、奥斯曼这些存在于或曾经存在于地中海周围的国家与文明或地域，其中还包括了基督教以及伊斯兰文化，而地中海自古以来也便是是西亚、北非和南欧不同民族之间的运输、贸易和文化交流的中心枢纽。

## 早期历史

公元前2世纪时的新月沃土

法国的莱济尼昂拉塞布遗址，西班牙的奥尔塞遗址，位于意大利卡西诺山处的遗址以及保加利亚的Kozarnika是地中海地区及欧洲最古老的旧石器时代遗址之一，它们位于地中海盆地周围，而在克里特岛上还发现了公元前130,000年的石器，这代表着当时的人类己可造船航行至此地。
巴尔干半岛出土的黄金文物多制于公元前4世纪，例如在公元前4569年至4340年的墓地中发现的文物，以及世界史前时期最重要的考古遗址之一——瓦尔纳墓地中发现的文物，在第四个千年的最后几世纪，地中海地区来到了青铜时代。新月沃地地区的城市文明发展出了文字系统，并出现了官僚主义，到第三个千年的中期时，地中海地区发展出了最早的帝国。到第二个千年时，地中海东部海岸线由赫梯帝国和埃及帝国控制，他们在不段争夺迦南地区的几个城邦的控制权。而米诺斯人则开始在地中海的大部分地区进行贸易活动。

## 引用
1. ↑  Abulafia, David. . New York: Oxford University Press. 2011. ISBN 978-0-1953-2334-4. OCLC 759844338.
2. ↑  . Stanford University Press. 2007. ISBN 978-0-8047-5755-3. OCLC 889621619.
3. 1 2  Abulafia, David. . 2003. ISBN 0-892-36725-3. OCLC 832653692.
4. ↑  . ROUTLEDGE. 2021. ISBN 978-1-0321-7722-9. OCLC 1263288333.
5. ↑  Nations, United. . United Nations.   [2022-07-09]. （原始内容存档于2022-07-09） （中文（简体））.
6. ↑  . web.archive.org. 2019-06-26  [2022-07-09]. 原始内容存档于2019-06-26.
7. ↑  Wilford, John Noble. . The New York Times. 2010-02-15  [2022-07-09]. ISSN 0362-4331. （原始内容存档于2018-10-10） （美国英语）.
8. ↑  News, Bruce Bower, Science. . Wired.   [2022-07-09]. ISSN 1059-1028. （原始内容存档于2018-11-19） （美国英语）.
9. ↑  . Harvard University Press. 2009. ISBN 978-0-6740-3590-4.